# Szebény
Szebény là một thị trấn thuộc hạt Baranya, Hungary. Thị trấn này có diện tích 14,37 km², dân số năm 2010 là 444 người, mật độ 31 người/km².